# てしお (護衛艦)
てしお（ローマ字：JDS Teshio, DE-222）は、海上自衛隊の護衛艦。ちくご型護衛艦の8番艦。艦名は天塩川に由来し、艦艇名としては旧海軍通して初の命名である。
建造時から汚物処理装置を搭載した関係で､本艦以降､基準排水量が1500tに増加し改ちくご/てしお級護衛艦とも呼称した。

## 艦歴
「てしお」は、第4次防衛力整備計画に基づく昭和47年度計画警備艦1222号艦として、日立造船舞鶴造船所で1973年7月11日に起工され、1974年5月29日に進水、1975年1月10日に就役し、横須賀地方隊第33護衛隊に編入された。
1999年4月13日、第33護衛隊が廃止となり、横須賀地方隊第21護衛隊に編入。
2000年6月27日、除籍。就役中の総航程は約43万海里、地球約20周分に達した。